# Laništa
Laništa är en ort i Bosnien och Hercegovina.   Den ligger i distriktet Brčko, i den nordöstra delen av landet, 120 km norr om huvudstaden Sarajevo. Laništa ligger 91 meter över havet och antalet invånare är 656.
Terrängen runt Laništa är platt.Runt Laništa är det ganska tätbefolkat, med 185 invånare per kvadratkilometer.. Närmaste större samhälle är Brčko, 12,3 km öster om Laništa.
Trakten runt Laništa består till största delen av jordbruksmark.